# NGC 6716
NGC 6716 ist ein offener Sternhaufen vom Trumpler-Typ IV1p im Sternbild Schütze auf der Ekliptik. Er hat eine scheinbare Helligkeit von +7,50 mag und einen Winkeldurchmesser von 7’. Der Haufen ist rund 2600 Lichtjahre vom Sonnensystem entfernt. Sein Alter wird auf etwa 100 Millionen Jahre geschätzt.
Entdeckt wurde das Objekt am 14. Juli 1830 von John Herschel.